# Riddim Driven
Riddim Driven es una serie de varios álbumes recopilatorios de artistas publicados por VP Records. Cada volumen de las series incluye canciones de varios artistas grabados sobre uno o dos riddims de reggae o dancehall producidos por varios productores. Las series comenzaron en enero de 2001 con el lanzamiento del álbum riddim Chiney Gal & Blazing. Greensleeves Records tiene una serie similar de álbumes compilatorios, conocidos como Greensleeves Rhythm Album.

## 2001
- Chiney Gal & Blazing
- Speed & Full Moon
- Thunder & Bedroom
- Trilogy
- Extasy
- Tun It Up
- Juice
- Pressure Cooker
- Slow Down The Pace
- Rice and Peas
- Candle Wax
- Trilogy Pt 2. & Ole Sore
- Scare Crow
- Giddeon War
- Liquid
- Nine Night
- Mr Brown Meets Number One
- Engine 54 & Humanity
- Buy Out

## 2002
- Glue
- Just Friends
- The Flip
- Bondage
- X5
- Renegade
- Hi Fever
- Tabla
- White Liva
- Engine
- Blindfold
- Party Time
- The Beach
- Rematch
- Mexican
- G-String
- Diesel

## 2003
- The Wave
- Diggy Diggy
- Washout
- Tai Chi
- 44 Flat
- Hydro
- Throw Back
- Time Travel
- Sexy Lady Explosion
- Caribbean Style
- All Out
- Forensic
- Scream
- Wanted
- Good Times
- Salsa
- Adrenaline
- Earth, Wind & Flames
- Golden Bathtub
- Puppy Water
- Trafalga

## 2004
- Project X
- Fiesta
- Coolie Skank
- Celebration
- Hot Gal
- Flava
- Chrome
- Doctor's Darling
- Career
- Mad Instruments
- Check It Back
- Thrilla
- I Swear
- Sunlight
- Maybach
- Dancehall Rock
- Stepz
- Phantom
- Grindin
- Cookie Monster & Allo Allo
- Dreamweaver
- Hard Times
- Juicy
- Mamacita
- Tiajuana
- Tun It Up Ah Nadda Notch

## 2005
- Rah! Rah!
- Strip Down
- Lion Paw
- 1985 Sleng Teng Extravaganza
- Ruckus
- Bubble Up
- Kopa
- Sleepy Dog
- Bingie Trod
- Return to Big Street
- Cry Baby
- My Swing
- Bad Bargain
- First Prize
- Old Truck
- Lava Splash
- Ice Breaka
- Applause
- Move
- My Baby
- Throw Back Giggy
- Sleng Teng Resurrection

## 2006
- R.A.W. (Ready & Willing)
- Baddis Ting
- Reflections
- Capital P
- Nookie 2K6
- Wild 2 Nite
- Smash
- Global
- Red Bull & Guinness
- Higher Octane
- Dem Time Deh
- Wipe Out
- Gully Slime
- Full Draw
- Sidewalk University
- Consuming Fire
- 2 Bad Riddims 3 (Eighty-Five & Stage Show)

## 2007
- 12 Gauge
- Dreaming
- Power Cut
- Heathen
- Tremor
- Jam Down
- Guardian Angel
- Stop the Fighting

## 2008
- Shaddowz (Darker Shadow, Dark Again & Shadow)
- Rub-A-Dub
- To The World: Vol. 1
- Clean Sweep

## 2009
- Beauty & the Beast
- Rock Steady
- Sweet
- Clearance
- Trippple Bounce

## 2010
- Ghetto
- Street Team
- World Premiere
- Classic

- Datos: Q7332381